# Colletes bernadettae
Colletes bernadettae là một loài Hymenoptera trong họ Colletidae. Loài này được Kuhlmann mô tả khoa học năm 2000.